# (48624) Sadayuki
(48624) Sadayuki est un astéroïde de la ceinture principale.

## Description
(48624) Sadayuki est un astéroïde de la ceinture principale. Il fut découvert le 4 août 1995 à Nanyo par Tomimaru Okuni. Il présente une orbite caractérisée par un demi-grand axe de 2,19 UA, une excentricité de 0,17 et une inclinaison de 5,3° par rapport à l'écliptique.

## Compléments